# Saint-Gervais-les-Bains
Saint-Gervais-les-Bains ist eine französische Gemeinde mit 5.678 Einwohnern (Stand: 1. Januar 2022) im Département Haute-Savoie in der Region Auvergne-Rhône-Alpes. Sie ist Hauptort des gleichnamigen Kantons Le Mont-Blanc und liegt an der Stelle, an der das Montjoie-Hochtal mit dem Fluss Bon Nant in das Tal der Arve mündet, zwischen den Städten Chamonix-Mont-Blanc und Genf (Schweiz).
Im Gemeindegebiet befindet sich ein wesentlicher Teil des Mont-Blanc-Massivs, welches von Saint-Gervais-les-Bains aus über die Zahnradbahn Tramway du Mont-Blanc bis auf 2386 m Höhe erschlossen ist. Außerdem besitzt der Kurort Saint-Gervais-les-Bains ein Thermalbad und ist Teil des Wintersportgebiets Evasion Mont-Blanc. Dadurch ist der Ort heute vor allem vom Tourismus geprägt.

## Geographie
Der Ortskern von Saint-Gervais-les-Bains liegt auf 900 m im Montjoie-Tal auf beiden Seiten einer Schlucht des Flusses Bon Nant, einem Nebenfluss der Arve. Zur Gemeinde gehören ebenfalls Saint-Nicolas de Véroce und ein Teil des Ortes Le Fayet.
Saint-Nicolas de Véroce befindet sich talaufwärts und war bis zum 29. Dezember 1973 eine eigenständige Gemeinde. Le Fayet liegt einige hundert Meter tiefer im Tal der Arve und verfügt über Autobahnanschluss und SNCF-Bahnhof. Ein Teil von Le Fayet gehört bereits zur Nachbargemeinde Passy. Der Eingang zum Montjoie-Tal zwischen Le Fayet und Saint-Gervais-les-Bains zeichnet sich durch einen steilen Anstieg von mehreren hundert Metern aus, während das Hochtal oberhalb von Saint-Gervais-les-Bains nur noch sanft ansteigt. An seinen Flanken wird das Tal stark eingegrenzt durch den Mont d’Arbois im Westen und vor allem das Mont-Blanc-Massiv auf der Ostseite. Die Baumgrenze liegt bei etwa 2000 m und variiert stark sowohl aufgrund der zerklüfteten Geographie als auch durch menschliche Einflüsse (Almen, Skipisten).

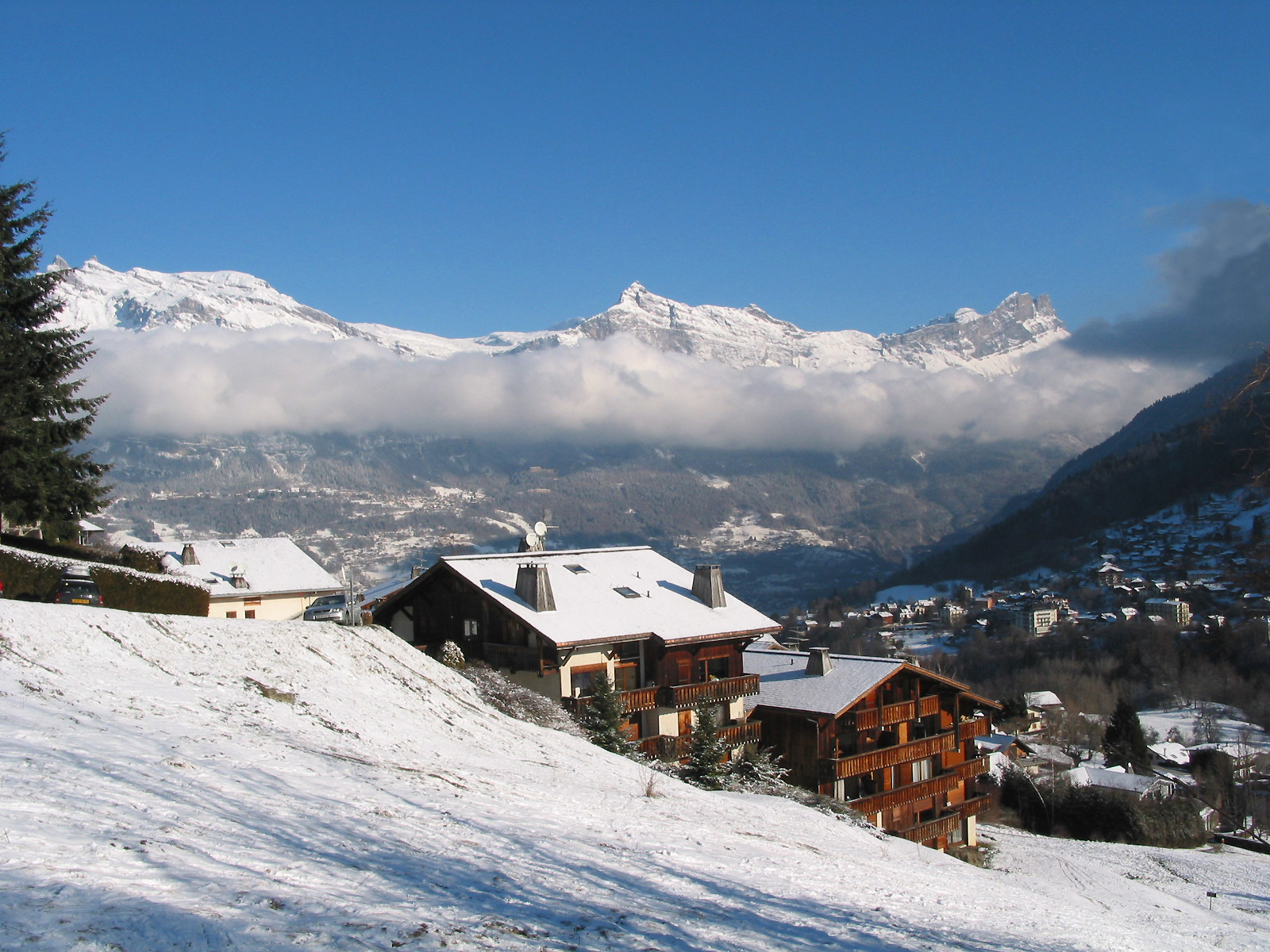
Panorama des Montjoie-Tals von der Straße zum Mont Joly aus

Das Gemeindegebiet von Saint-Gervais-les-Bains umfasst außerdem den Gipfelbereich des Mont Blanc als eine Exklave in der Gemeinde Chamonix-Mont-Blanc. Der genaue Verlauf der Staatsgrenze zwischen Frankreich und Italien auf dem Mont-Blanc ist nicht völkerrechtlich festgelegt und ist Gegenstand einer Territorialstreitigkeit, d. h., es bestehen unterschiedliche Sichtweisen, ob nun die gesamte Gipfelregion oder nur eine durch den Gipfel getrennte französische Hälfte zu Saint-Gervais-les-Bains und damit Frankreich gehört.
Der Höhenunterschied auf dem Gemeindegebiet von Saint-Gervais-les-Bains, von 580 m (Le Fayet) bis 4807 m (Gipfel des Mont Blanc) ist einzigartig unter den Gemeinden Frankreichs.

### Struktur der Gemeinde
Zu Saint-Gervais-les-Bains gehören neben dem eigentlichen Ortskern und den schon erwähnten Dörfern Le Fayet und Saint-Nicolas de Véroce auch zahlreiche Siedlungen und Gehöfte. Sowohl die schon im Mittelalter bestehende dezentrale Verteilung der Gehöfte als auch der Bau von Ferienwohnungen in Panoramalagen haben zu einer starken Zersiedelung des Gemeindegebiets beigetragen.
- Im Arvetal und auf der zum Arvetal hingewandten Flanke des Mont d’Arbois befinden sich der Ort Le Fayet und die Weiler Le Fayet d’en Haut, Le Freyney, Les Amerands, Champ-Long, Cupelin, La Cry.
- Im Talboden des Montjoie-Tals liegen Saint-Gervais-les-Bains, Les Praz, Bionnay und Le Gerdilot.
- An der Mont-Blanc-Flanke des Montjoie-Tals liegen Montivon, Bionnassay, La Gruvaz und Le Champel.
- An der Flanke des Mont d’Arbois liegen Le Neyret, Le Vernay, Orsin, Le Golet, Le Bettex, La Combe, Les Plans, Saint-Nicolas de Véroce, Véroce und Les Houchettes.

Nachbargemeinden von Saint-Gervais-les-Bains sind Passy, Les Contamines-Montjoie, Megève, Combloux, Demi-Quartier, Domancy, Les Houches und Chamonix-Mont-Blanc sowie auf italienischer Seite Courmayeur.

## Geschichte

### Namensherkunft
Der Ortsname leitet sich von dem Schutzheiligen Gervasius von Mailand ab. Bei Saint-Nicolas de Véroce bezieht sich der erste Namensteil auf Nikolaus von Myra und der zweite wird auf die Grün-Erle zurückgeführt,

die an den Hängen des Mont d’Arbois reichlich wächst.
Der Name des Ortsteils Le Fayet bedeutet Buche in der frankoprovenzalischen Dialektsprache.

### Altertum
Die Hochtäler Savoyens sind mindestens seit der Jungsteinzeit besiedelt. Zur Römerzeit bewohnte das keltische Volk der Ceutronen das Montjoie-Tal und wurde erst um 74 n. Chr. von den Römern unterworfen. Die Grenze zu den benachbarten Allobrogern verlief in der Nähe von Saint-Gervais-les-Bains.

### Mittelalter

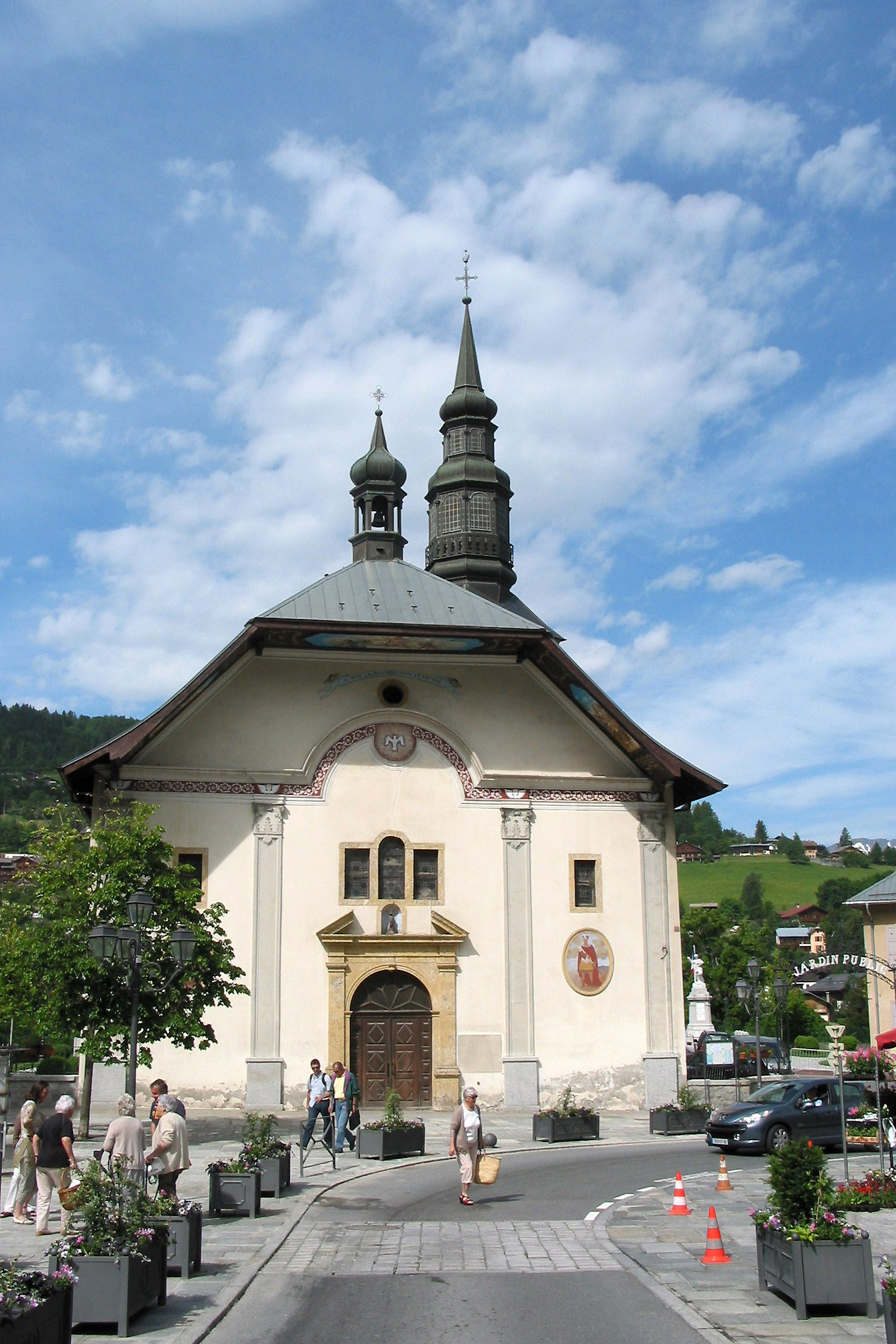
Die Kirche von Saint-Gervais-les-Bains

Im Montjoie-Tal entstanden im 10. Jahrhundert zwei große Pfarreien: Saint-Gervais und weiter talaufwärts Saint-Nicolas de Véroce. Zur letzteren gehörte ursprünglich das gesamte obere Montjoie-Tal.
Die Gründung der Pfarreien Notre-Dame de la Gorge (14. Jahrhundert) und Les Contamines (18. Jahrhundert) reduzierten die Ausdehnung von Saint-Nicolas de Véroce auf das heutige Gebiet.
Im Mittelalter gehörte Saint-Gervais zur Provinz Faucigny.
Das Château des Contamines und mehrere feste Häuser sicherten das Montjoie-Tal gegen die sich im Süden anschließende Provinz Savoyen ab.
Von den festen Häusern in Saint-Gervais sind La Hautetour und La Comtesse noch erhalten.

Die Einwohner des Montjoie-Tals betrieben im Wesentlichen Landwirtschaft, und das Leben in Saint-Gervais organisierte sich dezentral in einem Dutzend kleinerer Weiler, wobei der Ortskern von Saint-Gervais auch nicht viel größer war als die umliegenden Weiler.
Mit dem 1355 geschlossenen Vertrag von Paris fiel das Faucigny an die Grafen von Savoyen, und die Rolle der Verteidigung der Grenzen des Faucigny entfiel. In der Folgezeit gewann Saint-Gervais eine Bedeutung als Handelszentrum und veranstaltete von 1371 an einen der drei wichtigen Jahrmärkte der Region, neben Martigny und Sembrancher im Wallis. Der Handel betraf vor allem den Austausch regionaler Produkte sowie die Aufzucht von Vieh (Schafe und Ziegen).

### Barockzeit
Seit dem 16. Jahrhundert nahm die Bevölkerung weiter zu ohne dass jedoch das Nahrungsangebot mitwachsen konnte, und es setzten Auswanderungen ein.
Aus dieser Zeit stammen die Kirchbauten, die von Architekten aus dem Valsesia durchgeführt und von einigen erfolgreichen Auswanderern finanziell unterstützt wurden.

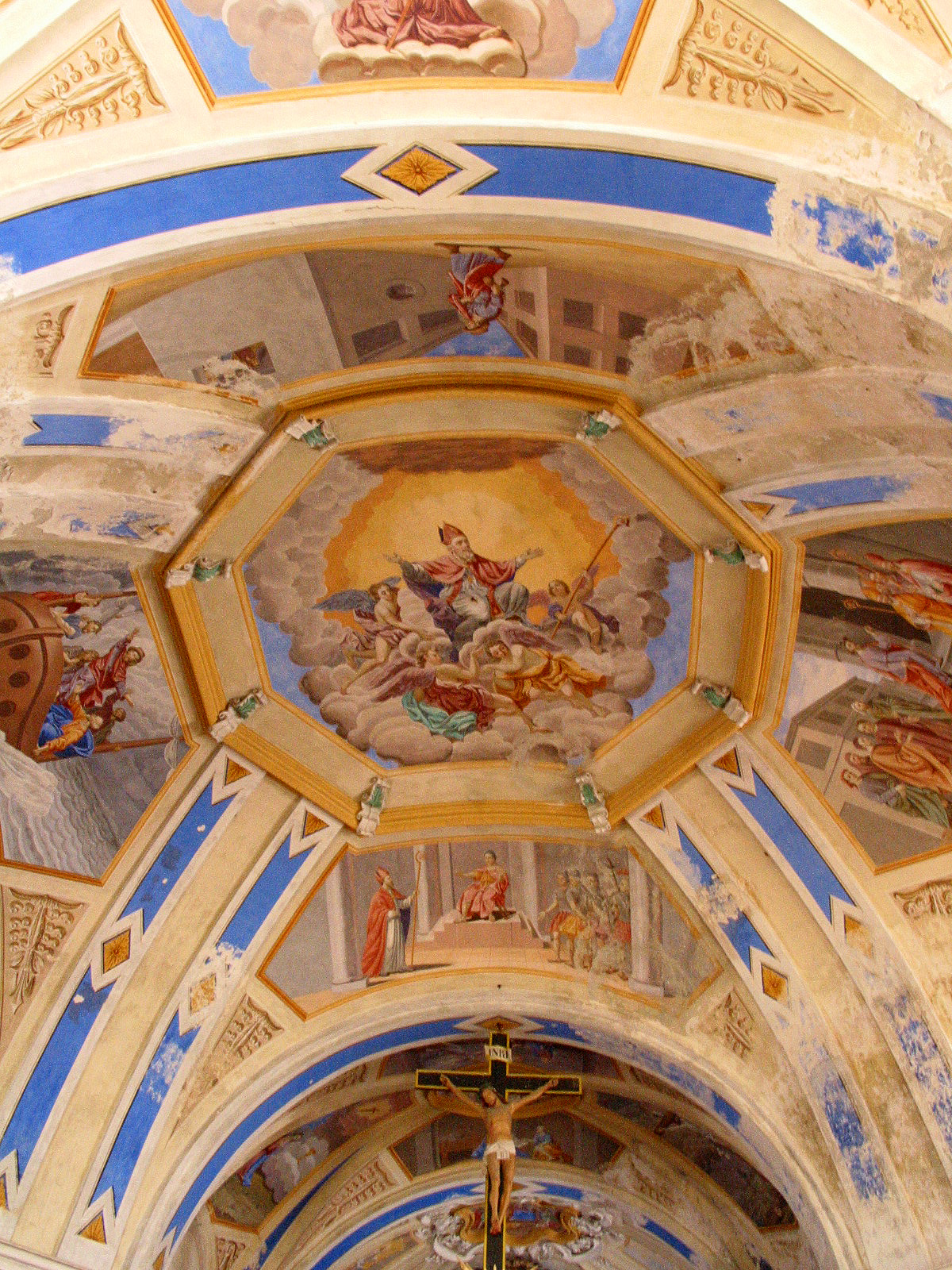
Fresken in der Kirche von Saint-Nicolas de Véroce

Die Kirche von Saint-Gervais wurde 1698 als Saalkirche erbaut.
Im Jahr 1792 zerstörte ein Blitz ihren Glockenturm, der erst 1819 wieder aufgebaut werden konnte.

Von 1726 bis 1729 ersetzte Saint-Nicolas de Véroce seine baufällig gewordene Kirche ebenfalls durch einen barocken Neubau.

Ihr Innenraum und die Fassade wurden in den darauffolgenden Jahrzehnten reich verziert, bis hin zu einem klassizistischen Deckenfresko von 1856. Die Kirche wurde von 2003 bis 2008 grundlegend renoviert und Schäden an den Kunstwerken beseitigt. Auch in den umliegenden Weilern werden teilweise Kapellen im Barockstil erbaut mit ihren eignen Altaraufsätzen.

### Neuzeit

#### Thermalbad

Thermalbad vor 1892

Die Entdeckung einer Thermalquelle im Jahr 1806 nutzte Saint-Gervais zügig aus, um ein Thermalbad einzurichten. Das Thermalwasser tritt unterhalb des Ortskerns in der Schlucht des Bon Nant mit einer konstanten Temperatur von 32 °C aus. Es ist stark mineralisiert und enthält Spurenelemente, Eisen, Schwefel, Natrium sowie natürliche radioaktive Bestandteile.
Die Heilwirkung der Quelle richtet sich vor allem an Menschen mit Krankheiten im HNO Bereich, Hautkrankheiten oder Verbrennungen. Aufgrund seines Thermalbades ist Saint-Gervais autorisiert, den Zusatz -les-Bains (dt. „Bad …“) zu führen und änderte am 7. April 1867 seinen Namen in Saint-Gervais-les-Bains.

#### Katastrophe von 1892

Thermalbad nach der Katastrophe 1892

In der Nacht vom 12. auf den 13. Juli 1892 barst eine bis dahin unentdeckte Wasserblase im Tête-Rousse-Gletscher mit einem geschätzten Volumen von 100.000 m³.
Von der Bionnassay-Schlucht ergossen sich die Wasser- und Eismassen in den Bon Nant, wobei sie große Mengen Schlamm und Geröll aufnahmen und Teile des Weilers Bionnay zerstörten. Der Ortskern von Saint-Gervais-les-Bains lag in sicherer Distanz oberhalb des Bon Nant, jedoch riss die Schlammlawine das am Boden der Bon-Nant-Schlucht gelegene Thermalbad mit. Insgesamt fanden mindestens 160 Menschen den Tod. Viele wurden bis in den Genfersee gespült.
Das alte Thermalbad wurde 1892 an derselben Stelle wieder aufgebaut. Die wiederaufgebaute Kapelle Notre Dame du Torrent dient heute als Mahnmal. Anfang des 20. Jahrhunderts versuchte man, durch den Bau eines Entwässerungstunnels unter dem Gletscher die Gefahr einer Wiederholung dieser Katastrophe zu bannen. Diese Maßnahme gelang jedoch nicht, und im Jahr 2008 zeigten Sondierungen mit aktueller Technologie wieder das Vorhandensein einer Wasserblase in demselben Gletscher.
Die von 2010 an durchgeführten regelmäßigen Entlastungsbohrungen im Gletschereis reduzieren die Wasserblase auf eine ungefährliche Größe.

#### Bahnverbindung von 1898
Das Gesetz vom 17. Juli 1879 (Freycinet-Plan) sah vor, das französische Eisenbahnnetz so zu erweitern, dass die Erschließung auch weniger entwickelter Gebiete dort wirtschaftliches Wachstum erzeugen sollte. Eine Eisenbahnlinie durch das Tal der Arve war explizit in diesem Gesetz benannt und wurde in den folgenden Jahren gebaut.
- Die Bahnstrecke La Roche-sur-Foron–Saint-Gervais-Le Fayet wurde im Jahr 1898 fertiggestellt und ist in Normalspur ausgeführt. Der Bahnhof von Saint-Gervais liegt auf 581 m im Ortsteil Le Fayet und heißt offiziell Saint-Gervais-Le Fayet. Die Eisenbahngesellschaft Paris-Lyon-Méditerranée (PLM, 1938 in der SNCF aufgegangen) betrieb diese Strecke.
- In Saint-Gervais-Le Fayet schließt sich die Bahnstrecke über Chamonix nach Vallorcine an, deren Teilstück Saint-Gervais-Le Fayet – Chamonix 1901 den Betrieb aufnahm. Sie wurde ebenfalls von der PLM eröffnet, ist in Meterspur ausgeführt, so dass Passagiere in Saint-Gervais-Le Fayet umsteigen müssen. Die Strecke besitzt einige technische Besonderheiten. Sie wurde von Beginn an elektrisch betrieben, hierbei erfolgte die Energieeinspeisung mittels Wasserkraftwerken entlang der Strecke und einer seitlich am Gleis geführten Stromschiene. Obwohl die Strecke eine große Steigung von bis zu 90 ‰ aufweist, funktioniert die Bahn nach dem Adhäsionsprinzip, d. h. ohne Verwendung von Zahnstangen.
- Im Jahr 1908 wurde das erste Teilstück des ebenfalls meterspurigen Tramway du Mont-Blanc eröffnet, eine Bergbahn mit Zahnstangenantrieb nach System Strub. Sie führt vom Bahnhof Le Fayet zum Ortskern von Saint-Gervais-les-Bains und dann weiter in das Mont-Blanc-Massiv bis auf 2386 m Höhe. Der heutige Endbahnhof Nid d’Aigle (Adlernest), 500 Meter vom Bionnassay-Gletscher entfernt, eröffnete am 1. August 1913 und sollte ursprünglich nur ein Provisorium sein. Technische Hindernisse und der Erste Weltkrieg verhinderten jedoch den zügigen Weiterbau der Strecke auf noch größere Höhen. Der Tramway wurde gebaut und betrieben von einer eigens dafür gegründeten Gesellschaft, die 1964 mit der heutigen Compagnie du Mont-Blanc fusionierte, der Betreiberin der Liftanlagen im Tal von Chamonix.

#### Wintersport
Das Skifahren als Breitensport begann in Saint-Gervais-les-Bains 1936 mit dem Bau einer Pendelbahn in zwei Abschnitten, Saint-Gervais-les-Bains – Le Bettex – Mont d’Arbois (1833 m), durch den Pariser Anlagenbauer Applevage. In den 1980er-Jahren wurden die Pendelbahnen ersetzt und die Personenförderleistung der Anlagen wesentlich erhöht. Unter Ausnutzung der existierenden Infrastruktur erhielt der Abschnitt Saint-Gervais-les-Bains – Le Bettex eine der ersten Doppelkabel-Kabinenbahnen Frankreichs. Auf dem zweiten Abschnitt wurde 1989 eine 12er-Gondelbahn neu gebaut. Seit dem Winter 1970 besitzt auch Saint-Nicolas de Véroce einen ersten Skilift, und in den Folgejahren entwickelte sich das gemeinsame Skigebiet mit Saint-Gervais-les-Bains zu seiner heutigen Form. Seine letzte große Erweiterung war die Erschließung des Mont Joly 1984. Die Gondelbahnen werden auch in den Sommermonaten betrieben.

#### Tour de France
In der Gemeinde Saint-Gervais-les-Bains fanden bereits drei Tour-de-France-Etappenankünfte statt. Die Ziellinie befand sich jedoch mit Le Bettex (1990, 2016) und Bionnay (1992) an unterschiedlichen Orten. Während Bionnay am Ende der kurzen Côte de Saint-Gervais (Bergwertung der 3. Kategorie) auf einer Höhe von 970 Metern liegt, zählt die Auffahrt nach Le Bettex (1360 m) als Bergwertung der 1. Kategorie. Der Anstieg nach Le Bettex führt über die Route de Cupelin und weist auf einer Länge von 7,2 Kilometern eine durchschnittliche Steigung von 7,7 % auf. Vor dem Schlussanstieg wurde im Jahr 2016 die nahegelegene Côte des Amerands (888 m) befahren, die auf einer Länge von 2,7 Kilometern im Schnitt mit über 11 % ansteigt.
Bei der Tour de France 2023 ging die 15. Etappe erneut mit einer Bergankunft in Le Bettex zu Ende. Erstmalig wurde auch auf der Côte des Amerands eine Bergwertung abgenommen.
| Jahr | Etappe     | Zielankunft | Etappensieger       | Bergwertung                          | Sieger der Bergwertung |
| ---- | ---------- | ----------- | ------------------- | ------------------------------------ | ---------------------- |
| 1990 | 10. Etappe | Le Bettex   | Thierry Claveyrolat | 1. Kategorie                         | Thierry Claveyrolat    |
| 1992 | 12. Etappe | Bionnay     | Rolf Järmann        | 3. Kategorie (Côte de Saint-Gervais) | Pedro Delgado          |
| 2016 | 19. Etappe | Le Bettex   | Romain Bardet       | 1. Kategorie                         | Romain Bardet          |
| 2023 | 15. Etappe | Le Bettex   | Wout Poels          | 2. Kategorie (Côte des Amerands)     | Wout Poels             |
| 2023 | 15. Etappe | Le Bettex   | Wout Poels          | 1. Kategorie (Le Bettex)             | Wout Poels             |

Neben der Tour de France fanden auch Zielankünfte des Critérium du Dauphiné und der Tour de l’Avenir in Saint-Gervais-les-Bains statt.

#### Ortsumgehung 2012
Die Geographie des Montjoie-Tals hat zur Folge, dass Besucher des Tals den Ortskern von Saint-Gervais-les-Bains passieren müssen. Das gilt besonders für die Verbindung nach Les Contamines und für die Zufahrt zum Skigebiet von Saint-Gervais-les-Bains, aber auch eine der Straßen ins benachbarte Wintersportzentrum Megève führt durch Saint-Gervais-les-Bains. Vor der Entscheidung für eine Umgehungsstraße wurden an den Wochenenden und Hauptreisezeiten regelmäßig mehr als 13.000 Fahrzeuge pro Richtung im engen Zentrum von Saint-Gervais-les-Bains gezählt, eine Situation, die die Lebensqualität und den Ruf als Kurort belastete.
Daher wurde eine neue Brücke über den Bon Nant gebaut, die schon vor dem Ortskern den Verkehr direkt zur Talstation der Saint-Gervais-les-Bains – Le Bettex-Gondelbahn und weiter nach Megève leitet.

## Bevölkerung und Gesellschaft
Mit 5678 Einwohnern (Stand 1. Januar 2022) gehört Saint-Gervais-les-Bains zu den Gemeinden mittlerer Größe im Département Haute-Savoie. Im 20. Jahrhundert wuchs die Einwohnerzahl stetig.
| Jahr                       | 1800 | 1901 | 1921 | 1936 | 1954 | 1962 | 1982 | 1990 | 1999 | 2006 | 2011 | 2020 |
| Einwohner                  | 1756 | 2022 | 2248 | 2775 | 4185 | 4011 | 4661 | 5124 | 5276 | 5594 | 5646 | 5606 |
| Quellen: Cassini und INSEE |      |      |      |      |      |      |      |      |      |      |      |      |

### Städtepartnerschaften
- Waldbronn (Deutschland)
- Rochefort (Belgien)
- Morges (Schweiz)

## Wirtschaft und Infrastruktur
In Saint-Gervais-les-Bains sind 1013 Betriebe registriert (Stand 2009), von denen die Mehrheit (63 %) zum Sektor Dienstleistung und Handel zugerechnet werden.
Es folgen der öffentliche Sektor (22 %), das im Ortsteil Le Fayet konzentrierte Baugewerbe (9 %) und das produzierende Gewerbe (6 %). Die Arbeitslosigkeit auf dem Gemeindegebiet beträgt 3,9 % und ist vor allem für die 15- bis 24-Jährigen erheblich niedriger als der Durchschnitt.
Zwischen 1988 und 2000 wurde ein Rückgang der landwirtschaftlichen Betriebe von 81 auf 50 verzeichnet, die zusammen noch eine Fläche von 1149 ha bewirtschaften. Der Ort lebt heute hauptsächlich vom Tourismus, der sich besonders an Wintersportler, Wanderer, Bergsteiger und Kurgäste richtet. Saint-Gervais-les-Bains hat 24 Hotels (Stand 2012), und 65 % der 7988 Wohneinheiten sind als Zweit- oder Ferienwohnung registriert.

### Wintersport
Die Skigebiete von Saint-Gervais-les-Bains und Saint-Nicolas de Véroce sind untereinander verbunden und formen mit den Pisten von Megève, die sich auf der Rückseite des Mont d’Arbois anschließen, ein großes zusammenhängendes Skigebiet mit gemeinsamem Liftpass.
Dieses Skigebiet wird als Evasion Mont-Blanc vermarktet und umfasst zusätzlich die Gebiete Les Contamines–Hauteluce, La Giettaz und Combloux.
Die beiden Skigebiete in Saint-Gervais-les-Bains sind im Besitz von zwei getrennten Aktiengesellschaften mit einem gemeinsamen Verwaltungsrat. Es gibt die Société des Téléportés Bettex Mont d’Arbois (STBMA) für die Saint-Gervais-les-Bains zugewandte Flanke des Mont d’Arbois und die Société d’Equipement du Mont Joly (SEMJ) für das Gebiet zwischen Saint-Nicolas de Véroce und dem Mont Joly. Sie haben jeweils Nettoumsätze von 6,5 M€ und 2,5 M€ sowie EBITDA von 1,9 M€ und 780.000 € (2010/2011).
Die französische Nachwuchs-Schispringerin Marie Hoyau stammt aus Saint-Gervais-les-Bains.

### Kraftwerke
Ein mehrstufiges Ausleitungskraftwerk erzeugt mit dem Wasser des Bon Nant Energie. Es wurde 1908 gebaut und seine installierte Leistung bei einer grundlegenden Renovierung im Jahr 1984 auf 18 MW erhöht. Die Hauptstufe nutzt mittels Druckleitungen eine Fallhöhe von 177 m und hat einen maximalen Durchfluss von 12 m³/s.

### Verkehr
Saint-Gervais-les-Bains kann mit der Eisenbahn bzw. über die Autobahn A40 direkt erreicht werden und ist damit verkehrstechnisch sehr gut erschlossen. Der internationale Flughafen Genf ist etwa eine Autostunde entfernt. Die Erreichbarkeit wird allerdings durch die Lage in einem Hochtal wieder etwas eingeschränkt, so gibt es nur eine direkte Zufahrtsstraße nach Saint-Gervais-les-Bains, und winterliche Straßenverhältnisse können die Verbindungen zwischen den einzelnen Weilern etwas erschweren. Der Tourismus trägt wesentlich zum Verkehrsaufkommen bei.

#### Straßen
In Le Fayet auf dem Gebiet der Nachbargemeinden gibt es zwei Anschlüsse an die Autobahn A40, die durch das Tal der Arve verläuft und Lyon und Genf mit Chamonix bzw. dem Mont-Blanc-Tunnel verbindet. Es gibt die Ausfahrten Nr. 21 „Saint-Gervais-les-Bains, Passy-centre“ und Nr. 22 „Le Fayet: Passy-Le Fayet, Megève, Saint-Gervais-les-Bains“, wobei die letztere nicht bidirektional ist und nur aus bzw. in Richtung Chamonix befahren werden kann. Die Route départementale D902 erschließt von Le Fayet aus das Montjoie-Tal und führt durch Saint-Gervais-les-Bains. Als weitere interkommunale Straße zweigt von Saint-Gervais-les-Bains aus die D909 nach Megève ab. Die D43 (nach Saint-Nicolas de Véroce) und D343 (Serpentinenstraße nach Le Bettex hinauf) verlaufen ausschließlich im Gemeindegebiet.

#### Eisenbahn

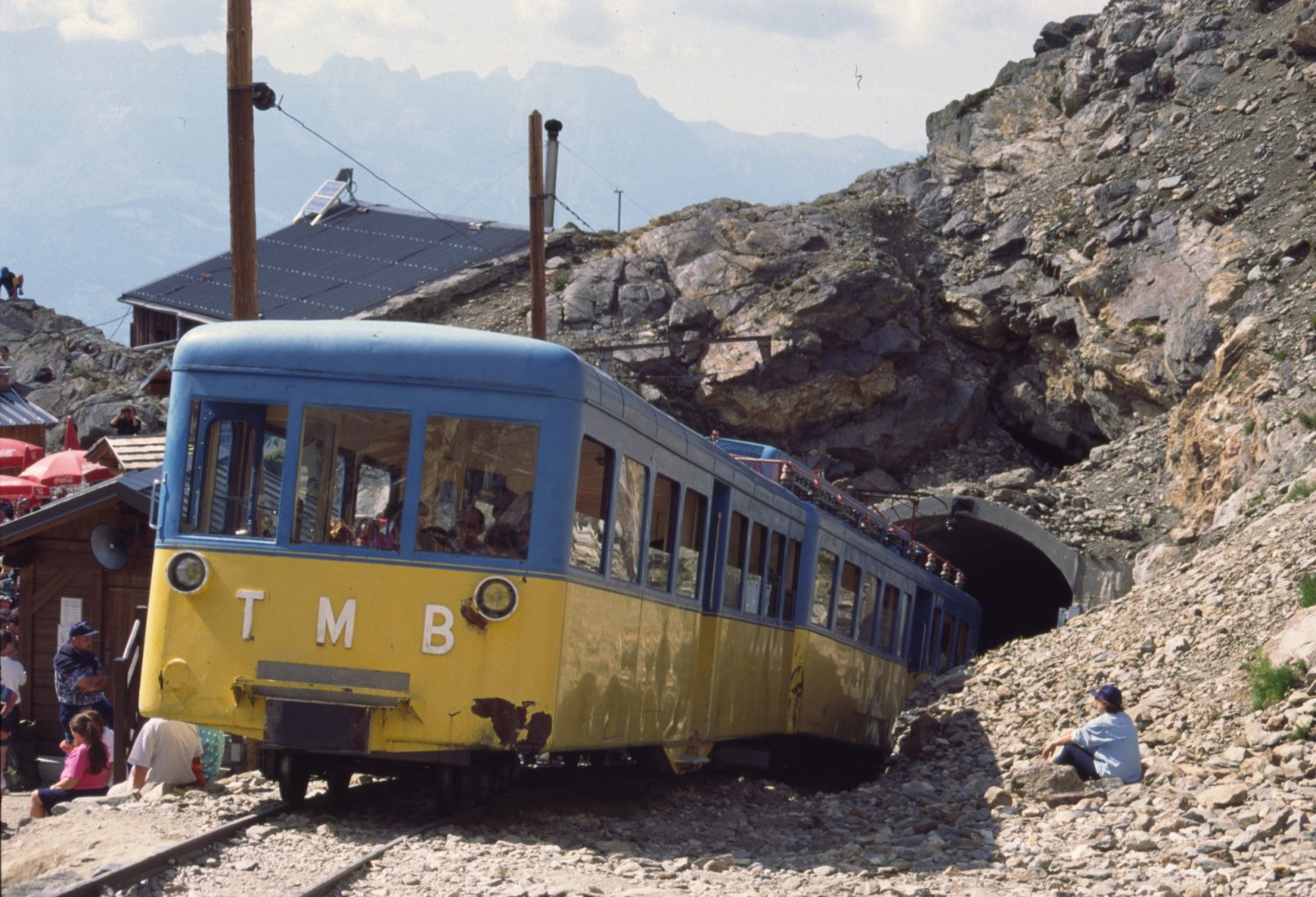
Endstation des Tramway du Mont-Blanc am Nid d’Aigle

Der Bahnhof Saint-Gervais-Le Fayet ist ein Knotenpunkt zwischen drei verschiedenen Bahnstrecken und liegt ebenfalls im Ortsteil Le Fayet. Die normalspurige Bahnstrecke La Roche-sur-Foron–Saint-Gervais-Le Fayet endet hier, und zwei verschiedene meterspurige Strecken führen in die Hochtäler der Arve. Die Bahnstrecke nach Vallorcine folgt dem Verlauf der Arve und garantiert den Zugang in das Tal von Chamonix.
Die andere meterspurige Strecke ist die Bergbahn Tramway du Mont-Blanc. Sie zweigt auch von Le Fayet ab und bedient erst einmal den Ortskern von Saint-Gervais-les-Bains und mehrere Weiler, bevor sie zum Aussichtspunkt Nid d’Aigle aufsteigt. Regionalexpresse (ter) nach Annemasse oder Chamonix fahren typischerweise in einem Zwei-Stunden-Takt, der zur Hochsaison bzw. im Berufsverkehr auf einen Stundentakt verdichtet wird. An den Samstagen in der Wintersaison verkehrt außerdem ein TGV, der Paris vom Gare de Lyon aus mit den Wintersportorten entlang des Arvetals verbindet.

### Ausbildung
In Saint-Gervais-les-Bains befinden sich:
- drei Kindergärten: 1 mit privatem Träger (Assomption Valmontjoie) und 2 öffentliche (Ecole maternelle Marie Paradis und Groupe scolaire du Fayet).
- fünf Grundschulen: 1 mit privatem Träger (Assomption Valmontjoie) und 4 öffentliche (Ecole élémentaire Marie Paradis, Groupe scolaire du Fayet, école de Bionnay et école du Mont-Joly).
- eine weiterführende Privatschule (Assomption Valmontjoie) im Zentrum des Dorfes.

## Persönlichkeiten
- Théodore Fontana (1850–1907), Jurist und Politiker
- Jeannie Longo (* 1958), Radrennfahrerin